# Campeonato Sul-Americano de Voleibol Feminino Sub-18 de 2008
O  Campeonato Sul-Americano de Voleibol Feminino Sub-18 de 2008, foi a décima sexta edição da categoria Sub-18, ou seja, infanto-juvenil, disputada por oito seleções sul-americanas, competição realizada bienalmente, cuja entidade organizadora é a  Confederação Sul-Americana de Voleibol, as partidas aconteceram de 1 a 6 de setembro nos ginásios das cidades peruanas de Pucallpa e Lima.A Seleção Brasileira conquistou o seu décimo terceiro título nesta categoria, assegurando vaga no Mundial Infanto-Juvenil de 2009 e esta edição rendeu ao vice-campeão que foi a Seleção Peruana a outra vaga; e Sthéfanie Paulino, ponteira brasileira, recebeu o prêmio de Melhor Jogadora da edição.

## Seleções participantes
As seguintes seleções confirmaram participação no Campeonato Sul-Americano Sub-18 de 2008:
| Equipe    | Última participação |
| --------- | ------------------- |
| Peru      | (Sede), 2º em 2006  |
| Argentina | 3º em 2006          |
| Brasil    | 1º em 2006          |
| Chile     | 5º em 2006          |
| Colômbia  | 6º em 2004          |
| Paraguai  | 7º em 2006          |
| Uruguai   | 8º em 2006          |
| Venezuela | 4º em 2006          |

## Primeira fase

### Grupo A
Classificação
- Local : Coliseo Cerrado de Pucallpa, Pucallpa-Peru[1]

|     |           |     | Jogos | Jogos | Jogos | Resultados | Resultados | Resultados | Resultados | Resultados | Resultados | Sets | Sets | Sets  | Pontos | Pontos | Pontos |
| Pos | Equipe    | Pts | T     | V     | D     | 3–0        | 3–1        | 3–2        | 2–3        | 1–3        | 0–3        | V    | P    | R     | V      | P      | R      |
| --- | --------- | --- | ----- | ----- | ----- | ---------- | ---------- | ---------- | ---------- | ---------- | ---------- | ---- | ---- | ----- | ------ | ------ | ------ |
| 1   | Brasil    | 9   | 3     | 3     | 0     | 3          | 0          | 0          | 0          | 0          | 0          | 9    | 0    | MAX   | 225    | 103    | 2.184  |
| 2   | Venezuela | 5   | 3     | 2     | 1     | 0          | 1          | 1          | 0          | 0          | 1          | 6    | 6    | 1,000 | 233    | 246    | 0.947  |
| 3   | Colômbia  | 4   | 3     | 1     | 2     | 0          | 1          | 0          | 1          | 0          | 1          | 5    | 7    | 0.714 | 237    | 264    | 0.898  |
| 4   | Chile     | 0   | 3     | 0     | 3     | 0          | 0          | 0          | 0          | 2          | 1          | 2    | 9    | 0.222 | 238    | 199    | 1.196  |

Resultados
| Data  | Hora  |              | Placar |             | Set 1 | Set 2 | Set 3 | Set 4 | Set 5 | Total   | Relatório |
| ----- | ----- | ------------ | ------ | ----------- | ----- | ----- | ----- | ----- | ----- | ------- | --------- |
| 1 set | 18:00 | 'Venezuela ' | 3–1    | Chile       | 25–16 | 22–25 | 25–12 | 25–16 |       | 97–69   | 97–69     |
| 1 set | 20:00 | 'Brasil '    | 3–0    | Colômbia    | 25–12 | 25–20 | 25–10 |       |       | 75–42   | 75–42     |
| 2 set | 18:00 | 'Venezuela ' | 3–2    | Colômbia    | 23–25 | 14–25 | 25–19 | 25–23 | 15–10 | 102–102 | 102–102   |
| 2 set | 20:00 | 'Brasil '    | 3–0    | Chile       | 25–4  | 25–11 | 25–12 |       |       | 75–27   | 75–27     |
| 3 set | 18:00 | Chile        | 1–3    | ' Colômbia' | 12–25 | 25–18 | 20–25 | 20–25 |       | 77–93   | 87–93     |
| 3 set | 20:00 | 'Brasil '    | 3–0    | Venezuela   | 25–9  | 25–15 | 25–10 |       |       | 75–34   | 75–34     |

### Grupo B
- Local : Coliseo Eduardo Dibos, Lima-Peru[1]

|     |           |     | Jogos | Jogos | Jogos | Resultados | Resultados | Resultados | Resultados | Resultados | Resultados | Sets | Sets | Sets  | Pontos | Pontos | Pontos |
| Pos | Equipe    | Pts | T     | V     | D     | 3–0        | 3–1        | 3–2        | 2–3        | 1–3        | 0–3        | V    | P    | R     | V      | P      | R      |
| --- | --------- | --- | ----- | ----- | ----- | ---------- | ---------- | ---------- | ---------- | ---------- | ---------- | ---- | ---- | ----- | ------ | ------ | ------ |
| 1   | Peru      | 9   | 3     | 3     | 0     | 3          | 0          | 0          | 0          | 0          | 0          | 9    | 0    | MAX   | 225    | 128    | 1.758  |
| 2   | Argentina | 6   | 3     | 2     | 1     | 2          | 0          | 0          | 0          | 0          | 1          | 6    | 3    | 2,000 | 210    | 122    | 1.721  |
| 3   | Uruguai   | 3   | 3     | 1     | 2     | 1          | 0          | 0          | 0          | 0          | 2          | 3    | 6    | 0.500 | 147    | 200    | 0.735  |
| 4   | Paraguai  | 0   | 3     | 0     | 3     | 0          | 0          | 0          | 0          | 0          | 3          | 0    | 9    | 0,000 | 115    | 229    | 0.502  |

Resultados
| Data  | Hora  |              | Placar |           | Set 1 | Set 2 | Set 3 | Set 4 | Set 5 | Total | Relatório |
| ----- | ----- | ------------ | ------ | --------- | ----- | ----- | ----- | ----- | ----- | ----- | --------- |
| 1 set | 18:00 | 'Argentina ' | 3–0    | Uruguai   | 25–11 | 25–6  | 25–15 |       |       | 75–32 | 75–32     |
| 1 set | 20:00 | 'Peru '      | 3–0    | Paraguai  | 25–12 | 25–5  | 25–15 |       |       | 75–32 | 75–32     |
| 2 set | 18:00 | 'Argentina ' | 3–0    | Paraguai  | 25–12 | 25–14 | 25–7  |       |       | 75–33 | 75–33     |
| 2 set | 20:00 | 'Peru '      | 3–0    | Uruguai   | 25–11 | 25–12 | 25–13 |       |       | 75–36 | 75–36     |
| 3 set | 18:00 | 'Uruguai '   | 3–0    | Paraguai  | 29–27 | 25–8  | 25–15 |       |       | 79–50 | 79–50     |
| 3 set | 20:00 | 'Peru '      | 3–0    | Argentina | 25–22 | 25–18 | 25–20 |       |       | 75–60 | 75–60     |

## Fase final

### Sétimo lugar
- Local : Coliseo Eduardo Dibos, Lima-Peru [1]

Resultado
| Data  | Hora  |          | Placar |          | Set 1 | Set 2 | Set 3 | Set 4 | Set 5 | Total | Relatório |
| ----- | ----- | -------- | ------ | -------- | ----- | ----- | ----- | ----- | ----- | ----- | --------- |
| 5 set | 14:00 | Paraguai | 0–3    | ' Chile' | 13–25 | 18–25 | 10–25 |       |       | 41–75 | 41–75     |

#### Quinto lugar
- Local : Coliseo Eduardo Dibos, Lima-Peru [1]

Resultado
| Data  | Hora  |             | Placar |         | Set 1 | Set 2 | Set 3 | Set 4 | Set 5 | Total | Relatório |
| ----- | ----- | ----------- | ------ | ------- | ----- | ----- | ----- | ----- | ----- | ----- | --------- |
| 5 set | 16:00 | 'Colômbia ' | 3–0    | Uruguai | 25–17 | 25–11 | 25–13 |       |       | 75–41 | 75–41     |

### Semifinais
- Local : Coliseo Eduardo Dibos, Lima-Peru [1]

Resultados
| Data  | Hora  |           | Placar |           | Set 1 | Set 2 | Set 3 | Set 4 | Set 5 | Total | Relatório |
| ----- | ----- | --------- | ------ | --------- | ----- | ----- | ----- | ----- | ----- | ----- | --------- |
| 5 set | 18:00 | 'Brasil ' | 3–0    | Argentina | 25–20 | 25–16 | 25–22 |       |       | 75–58 | 75–58     |
| 5 set | 20:00 | 'Peru '   | 3–0    | Venezuela | 25–14 | 25–17 | 25–22 |       |       | 75–53 | 75–53     |

### Terceiro lugar
- Local : Coliseo Eduardo Dibos, Lima-Peru [1]

Resultado
| Data  | Hora  |              | Placar |           | Set 1 | Set 2 | Set 3 | Set 4 | Set 5 | Total  | Relatório |
| ----- | ----- | ------------ | ------ | --------- | ----- | ----- | ----- | ----- | ----- | ------ | --------- |
| 6 set | 12:00 | 'Venezuela ' | 3–1    | Argentina | 33–31 | 19–25 | 25–20 | 25–23 |       | 102–99 | 102–99    |

### Final
- Local : Coliseo Eduardo Dibos, Lima-Peru[1]

Resultado
| Data  | Hora  |      | Placar |           | Set 1 | Set 2 | Set 3 | Set 4 | Set 5 | Total  | Relatório |
| ----- | ----- | ---- | ------ | --------- | ----- | ----- | ----- | ----- | ----- | ------ | --------- |
| 6 set | 14:00 | Peru | 1–3    | ' Brasil' | 27–25 | 12–25 | 20–25 | 19–25 |       | 78–100 | 78–100    |

## Classificação final
| Posição | Equipe    |
| ------- | --------- |
| 1       | Brasil    |
| 2       | Peru      |
| 3       | Venezuela |
| 4       | Argentina |
| 5       | Colômbia  |
| 6       | Uruguai   |
| 7       | Chile     |
| 8       | Paraguai  |

|  | Qualificados para o Mundial Infanto-Juvenil de 2009 |

## Prêmios individuais
As atletas que integraram a seleção do campeonato foram :
| MVP (Most Valuable Player) | Sthéfanie Paulino           | Brasil    |
| Melhor atacante            | Vivian Baella               | Peru      |
| Melhor bloqueadora         | Nelmaira Valdéz             | Venezuela |
| Levantadora                | Rosane Maggioni             | Brasil    |
| Melhor Sacadora            | Josefina Baili              | Argentina |
| Melhor Receptora           | Lisset Sosa                 | Peru      |
| Melhor defensora           | Samara Rodrigues de Almeida | Brasil    |
| Melhor líbero              | Priscila Cunha de Almeida   | Brasil    |